# Погон (Албания)
Погон (алб. Pogon (Pogoni), греч. Πωγώνι, Погони) — бывшая коммуна в области Гирокастра, южная Албания. В ходе реформы местного самоуправления 2015 года он стал подразделением муниципалитета Дропулл. Население по переписи 2011 года составляло 432 человека. Состоит из семи деревень, в которых в основном говорят по-гречески: Полисан; Скоре; Хлломо; Сопик; Мавроджер; Шатиста и Сельке, административным центром которых является Полисан. Административную единицу Погон населяют этнические греки. 

## Демография
На греческом языке говорят в Поличане, Скоре, Хлломо, Сопике, Мавроджере и Чатисте, и эти деревни вместе с Дримадесом на греческой стороне границы составляют субрегион Палео-Погони (Старый Погони).  часть более обширного региона Погони. Традиционно греки из Погони в Албании практиковали эндогамию, вступая в смешанные браки внутри своей группы, хотя иногда невест из Загори учили говорить по-гречески. Полисан — самая северная грекоязычная деревня в районе Погони, поскольку деревни к северо-западу от Полисана говорят на албанском языке, в то время как деревни к югу от Полисана — на греческом. Селька, часть более обширного региона Лунджерия, традиционно населена ортодоксальным албанским населением а также более поздние аромунские мигранты, в то время как остальные деревни принадлежат к зоне греческого меньшинства.

## История
В 15 веке Погон перешел под власть Османской империи и стал частью санджака Янины. До 1912 года это был центр нахии под названием "Погун" в Погун каза (его центром была Воштина) в Эргири санджаке вилайета Янья. Будучи частью Албании, муниципалитет является частью признанной зоны проживания греческого меньшинства.
Исторически сложилось так, что каждая деревня Погон имеет свои собственные вариации традиционных костюмов и платьев. Этот район является частью Погони, региона, который также включает в себя части близлежащего Погони на греческой стороне границы.

## Культура
Деревни Погон (за исключением Сельке) являются частью более обширного региона Погони, который разделен между Грецией (40 деревень) и Албанией (7 деревень). Многоголосное пение, хотя и распространено среди нескольких этнических групп, в основном ассоциируется с районом Погони.

## Известные люди
- Софьянос (-1711) — местный греко-православный епископ и учёный.
- Пандели Сотири — Албанский патриот, главный автор современного албанского алфавита.